# Parafia św. Mikołaja w Janowcu Wielkopolskim
Parafia św. Mikołaja w Janowcu Wielkopolskim jest jedną z 7 parafii leżącą w granicach dekanatu rogowskiego. Kościół parafialny zbudowany w 1840 roku w stylu późnoklasycystycznym, rozbudowany w latach 1922–1924 o transept, wieżę i apsydę. Mieści się przy Placu Wolności. 

## Rys historyczny
Parafia powstała w 1292. Pierwszy, drewniany kościół parafialny został utworzony i rozbudowany przez rodzinę Zarembów w 1295. Obecna forma późnoklasycystyczna pochodzi z 1840 roku. 

## Dokumenty
Księgi metrykalne: 
- ochrzczonych od 1945 roku
- małżeństw od 1945 roku
- zmarłych od 1945 roku